# Edder Delgado
Edder Gerardo Delgado Zerón (San Manuel, 15 november 1986) is een Hondurees voormalig voetballer die doorgaans speelde als middenvelder. Tussen 2007 en 2023 was hij actief voor Real España, Honduras Progreso, Real de Minas en Real Sociedad. Delgado maakte in 2009 zijn debuut in het Hondurees voetbalelftal en kwam uiteindelijk tot vierendertig interlandoptredens.

## Clubcarrière
Delgado, wiens bijnaam Camello (kameel) is, brak in 2007 door bij Real España. Voor die club groeide de middenvelder uit tot een vaste waarde en al na twee jaar speelde hij in het nationale elftal. Medio 2019, na twaalf jaar bij Real España, verkaste Delgado naar Honduras Progreso. Na een half seizoen bij Real de Minas verkaste Delgado in de zomer van 2021 naar Real Sociedad. Medio 2023 besloot Delgado op zesendertigjarige leeftijd een punt te zetten achter zijn actieve loopbaan.

## Interlandcarrière
Delgado maakte zijn debuut in het Hondurees voetbalelftal op 28 juni 2009, toen met 0–2 werd gewonnen van Panama. Op 3 juni 2014 werd bekend dat de middenvelder was opgeroepen voor de Hondurese selectie op het WK 2014 in Brazilië. Hij verving de geblesseerd geraakte Arnold Peralta.